# Polinomio mínimo (teoría de cuerpos)

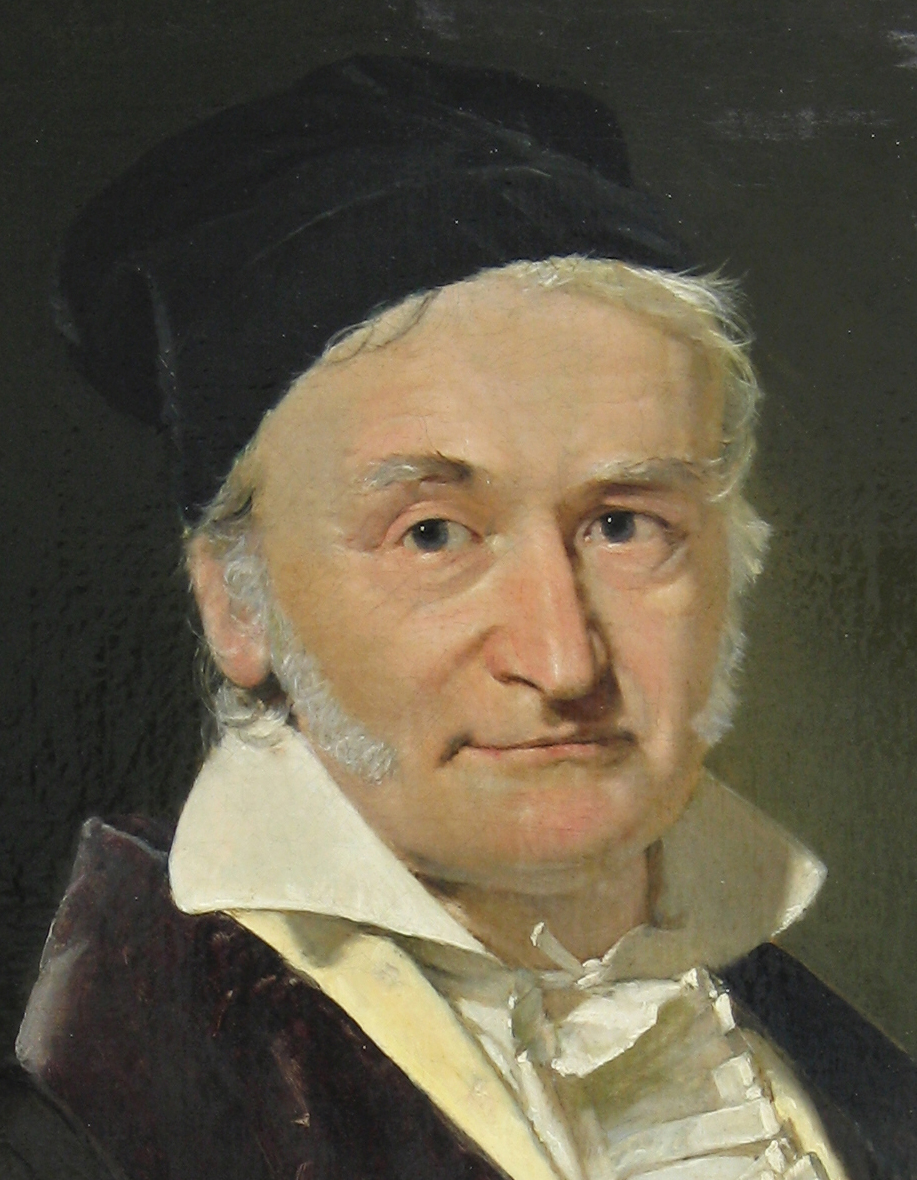
Carl Friedrich Gauss utilizó polinomios mínimos denominado ciclotómicos para determinar los polígonos regulares construibles con regla y compás

En teoría de cuerpos, el polinomio mínimo sobre un cuerpo conmutativo K de un elemento algebraico de una extensión de K, es el polinomio mónico de grado mínimo entre los polinomios con coeficientes en el cuerpo base K que se cancelan con el elemento dado. El polinomio mínimo es divisor del resto de los mencionados polinomios que se cancelan con el elemento dado. Además, es un polinomio irreducible. En el caso de una extensión del cuerpo de los números racionales (en particular de un cuerpo numérico), se habla de un número algebraico, y por lo tanto, del polinomio mínimo de un número algebraico.
Es una noción elemental útil tanto en teoría clásica de Galois como en teoría de números algebraicos. Así, en una extensión del cuerpo K donde el polinomio mínimo de a es separado, los elementos conjugados de a son todas las raíces de su polinomio mínimo; y los automorfismos de cuerpo de dicha extensión (que forman el grupo de Galois del mismo) dejando estable a K necesariamente asociado con a, son cada uno de sus elementos conjugados.
Una extensión de K también es un álgebra asociativa en K, y es posible definir de manera más general el polinomio mínimo en este marco, que también cubre el álgebra lineal y los endomorfismos de un espacio vectorial sobre K. El polinomio mínimo de un elemento algebraico a sobre K es también, desde el punto de vista del álgebra lineal, el polinomio mínimo del endomorfismo x ↦ ax de la extensión vista como un K-espacio vectorial. Otras herramientas de la teoría de cuerpos, como la traza, la norma o el polinomio característico de un elemento algebraico, pueden definirse a partir de este endomorfismo y mantener los mismos vínculos con el polinomio mínimo que sus correspondientes en álgebra lineal.

## Definiciones
Aquí K denota un cuerpo y L una extensión de K, es decir, un cuerpo que contiene K.
Un elemento a algebraico de L en K es un elemento de L raíz de un polinomio distinto de cero con coeficientes en K. Dados dos polinomios que tienen a como raíz, el resto por división euclídea de cada uno todavía tiene a por raíz. En consecuencia, los polinomios de grado mínimo que tienen por raíz a son proporcionales entre sí, y tal polinomio divide todos los polinomios que cancelan a.
Dicho polinomio también es irreducible, porque si el producto de dos polinomios (con coeficientes en un cuerpo) se anula en a, uno de los dos desaparece (un cuerpo es en particular íntegro). Se impone la unicidad al elegir este polinomio unitario, es decir, se establece la condición de que el coeficiente del término de mayor grado es igual a 1.
Por tanto, se puede definir el polinomio mínimo de a, elemento algebraico de L sobre K:
- El polinomio mínimo de a en K es el polinomio unidad de menor grado con coeficientes en K que admite a como raíz
- El polinomio mínimo de a en K es también el polinomio unitario irreducible único con coeficientes en K que admite a como raíz
- El polinomio mínimo de a en K es también el polinomio unitario único con coeficientes en K que admite a como raíz, y que divide todos los polinomios que tienen el valor a como raíz

En otras palabras, el anillo K[X] de los polinomios sobre K es un dominio euclídeo, y por lo tanto, se caracteriza como un dominio principal. El ideal de los polinomios que tienen como raíz a es principal, y por lo tanto:
- El polinomio mínimo de a en K es el polinomio unitario único que genera el ideal de los polinomios de K[X] que se cancelan en a (es decir, de los que a es raíz).

Dado que a es un número algebraico, K(a), el subcuerpo más pequeño de L que contiene K y a, es el anillo K[a], y es isomorfo al cuerpo de ruptura K[X]/(P) del polinomio mínimo P de a, es decir, la estructura de K(a) está determinada por el polinomio mínimo de a. El grado de a, que es el grado de extensión K(a) de K, es también el grado del polinomio mínimo de a.

### Ejemplos
Las letras ℂ, ℝ y ℚ denotan respectivamente los cuerpos de los números complejos, reales y racionales.
- Cualquier elemento k del subcuerpo K es algebraico sobre K, con polinomio mínimo (X - k)
- Cualquier número complejo no real a + i b (con a y b reales y b distinto de cero) es algebraico sobre ℝ, con polinomio mínimo X2 - 2a X + a2 +  b2
- La unidad imaginaria i tiene el mismo polinomio mínimo sobre ℝ y ℚ, a saber, X 2 + 1
- La raíz cuadrada de dos, √2, es un número algebraico con un polinomio mínimo X2 - 2 sobre ℚ (diferente de su polinomio mínimo sobre ℝ, que es X - √2)
- El número algebraico √2 + √3 tiene un polinomio mínimo (en ℚ) X4 - 10X2 + 1 =(X - √2 - √3) (X - √2 + √3) (X + √2 + √3) (X + √2 - √3)

(la minimalidad resulta del hecho de que el producto de dos de sus factores no pertenecen a ℚ[X], siendo las raíces del polinomio opuestas dos a dos)
- Números trascendentes (no algebraicos), como π (según el teorema de Lindemann), por lo tanto, no tienen un polinomio mínimo sobre ℚ.
- Si el polinomio unitario P es irreducible en K, es el polinomio mínimo del elemento de su cuerpo de ruptura K[X]/(P) que es la clase de X módulo P.
- Por ejemplo, 𝔽2 es el cuerpo finito de 2 elementos, el polinomio X2 + X + 1 de 𝔽2[X] es irreducible; observando en 𝔽4 su cuerpo de ruptura (un cuerpo finito con 4 elementos) y j la clase de módulo X de este polinomio, entonces X2 + X + 1 es el polinomio mínimo de j, y también de j + 1
- El n-ésimo polinomio ciclotómico Φn es unitario e irreducible en ℚ[X]: es el polinomio mínimo en ℚ de cada una de sus raíces, las raíces primitivas n-ésimas de la unidad e2ikπ/n, con k primo con respecto a n
- Un número entero algebraico es por definición un número algebraico cuyo polinomio mínimo tiene coeficientes enteros

## Teoría de cuerpos

### Propiedades elementales
Aquí K es un cuerpo, L una extensión de K y  m  un elemento de L.
En el artículo cuerpo de ruptura, partiendo de que el anillo K[X] es euclídeo y por lo tanto principal, se demuestra que:
- Sea P un polinomio irreducible y unitario de K [X], entonces existe una extensión de K, de grado igual al grado de P, que contiene un elemento del cual P es el polinomio mínimo.

Las siguientes propiedades se demuestran en el artículo principal:
- Si m es algebraico sobre K y si su polinomio mínimo es de grado n, entonces cualquier extensión que contenga a m es de grado infinito o múltiplo de n y la menor es de grado n.
 Esta propiedad permite por ejemplo demostrar que la trisección del ángulo o la duplicación del cubo es en general imposible con la regla y el compás (véase el artículo torre de extensiones cuadráticas).
- Si m es algebraico sobre una extensión finita de K, entonces m es algebraico sobre K.
- Si m1 y m2 son algebraicos sobre K, entonces m1 m2 y m1 + m2 lo son también, y m1–1 también lo es si m1 es distinto de cero.

### Extensión separable
Se dice que un elemento algebraico sobre K es separable (sobre K) si todas las raíces de su polinomio mínimo sobre K, en una extensión donde este polinomio es dividido, son simples.
Se dice que una extensión algebraica de K es separable si todos sus elementos lo son. Este es siempre el caso si K es un cuerpo perfecto, como por ejemplo si K es finito o de característica cero.
Según establece el teorema del elemento primitivo, las extensiones separables tienen propiedades importantes, como:
- Cualquier extensión finita separable es simple, es decir, contiene un elemento que genera la extensión, o nuevamente, cuyo polinomio mínimo es de grado igual al grado de extensión.

## Herramientas del álgebra lineal
En todo este apartado, se supone que L es una extensión finita de K; y para cualquier elemento m de L, se denomina φm al endomorfismo sobre el K-espacio vectorial L que  asocia x a mx.
- El polinomio mínimo de φm es también el polinomio mínimo de m, ya que para cualquier polinomio Q de K[X], Q (φm) = φQ(m).

- Se denomina polinomio característico de m relativo a la extensión L de K, al polinomio característico del endomorfismo φm.

- De la misma manera, por definición, la norma de m relativa a la extensión L de K, es el déterminante de φm, y la traza de m relativa a la extensión L de K es la traza del endomorfismo φm.[2]

Incluso si estas tres nociones dependen no solo de m sino de L (y de K), cuando el contexto es claro, simplemente se está hablando del polinomio característico, la norma y la traza de m.
A continuación, el polinomio mínimo de m se denomina Pm, y su polinomio característico como Xm.

### Polinomio característico
Sea ψm la restricción de φm en K[m], el cuerpo de ruptura Pm, polinomio mínimo de m. Si d es el grado de Pm, el K-espacio vectorial K[m] tiene por base (1, m, m2,…, md – 1), y la matriz MK[m] de ψm en esta base es la matriz compañera de Pm, cuyo polinomio característico es igual a Pm.
Sea por otro lado (l1,…, ln) una base sobre K del [m]-espacio vectorial L. Entonces, la familia de milj, para i que varía de 0 a (d-1) y j de 1 a n, forma una base en el K-espacio vectorial L, en el que la matriz ML de φm se escribe por bloques:
El polinomio característico χm de m relativo a la extensión L de K es entonces una potencia del polinomio mínimo Pm:
- Si L es de grado n sobre K[m], entonces:

(se obtiene así el teorema de Cayley-Hamilton en este caso tan particular).

### Estándar
La norma de m relativa a la extensión L de K se denota generalmente como NL/K(m). Por definición, es un elemento de K, igual al coeficiente constante del polinomio característico de m incluido su posible signo (es decir, multiplicado por (-1)n). También es el producto de las raíces de χm (contadas con sus multiplicidades, y en una extensión donde se divide χm).
Cuando φm se define en la extensión K[m], su polinomio mínimo es el polinomio mínimo de m y por lo tanto:
- La norma de un elemento m relativa a la extensión K[m] es el producto de las raíces de su polinomio mínimo.

Dada la expresión del polinomio característico en función del polinomio mínimo, se tiene que:
- Si L es de grado n sobre K[m], la norma de m relativa a la extensión L de K es igual a la norma m relativa a la extensión K[m] elevada a la potencia n, y por lo tanto, al producto de las potencias n-ésimas de los elementos conjugados de m.

### Traza
La traza de m relativa a la extensión L de K a menudo se denota como TrL/K(m). Es, como la norma, un elemento de K, opuesto al coeficiente subdominante de χm que, en el caso particular L = K[m], no es otro que el polinomio mínimo de m.
La aplicación que a dos elementos a y b de L le asocia la traza de ab se llama forma de traza. Desempeña un papel importante en la teoría de números algebraicos, por ejemplo, para definir el discriminante.

## Análogo del polinomio mínimo para variedades algebraicas sobre anillos factoriales
Supóngase que R es un anillo factorial cuyo cuerpo de fracciones es K, y que X1, X2, ..., Xn son n variables independientes.
| Si x1, x2, … , xn son n elementos tales que el grado de trascendencia de la extensión K(x1, x2, … , xn) es igual a (n – 1), entonces el ideal de los polinomios P de R[X1, X2, ..., Xn] que se anulan en (x1, x2, … , xn) es principal. |

En la práctica, este teorema se traduce de la siguiente manera:
Si x1, x2,…, xn–1 son algebraicamente independientes, y si xn es tal que existe un polinomio Q con coeficientes en R verificando que Q(x1,…, xn–1, xn) = 0, entonces existe un cierto polinomio P con coeficientes en R, único excepto respecto a la multiplicación por una unidad de R, cancelando (x1, x2,…, xn), y tal que cualquier otro polinomio con coeficientes en R cancelado en este punto es divisible por P en R[X].
En el caso donde n = 1, el grado de trascendencia de x1 es 0 y se obtiene la siguiente proposición:
| Si x es un elemento algebraico sobre K, entonces, una vez ajustado mediante multiplicación a la unidad de R, existe un único polinomio P con coeficientes de R tal que cualquier polinomio de R[X] que se cancela en x es divisible por P sobre R[X]. |

También se observa que este polinomio solo puede ser el polinomio mínimo Q de x en K, multiplicado por el mínimo común múltiplo de los denominadores de los coeficientes de Q para hacerlo primitivo.